# Aéronef hybride
 (mars 2018).
Si vous disposez d'ouvrages ou d'articles de référence ou si vous connaissez des sites web de qualité traitant du thème abordé ici, merci de compléter l'article en donnant les références utiles à sa vérifiabilité et en les liant à la section « Notes et références ».

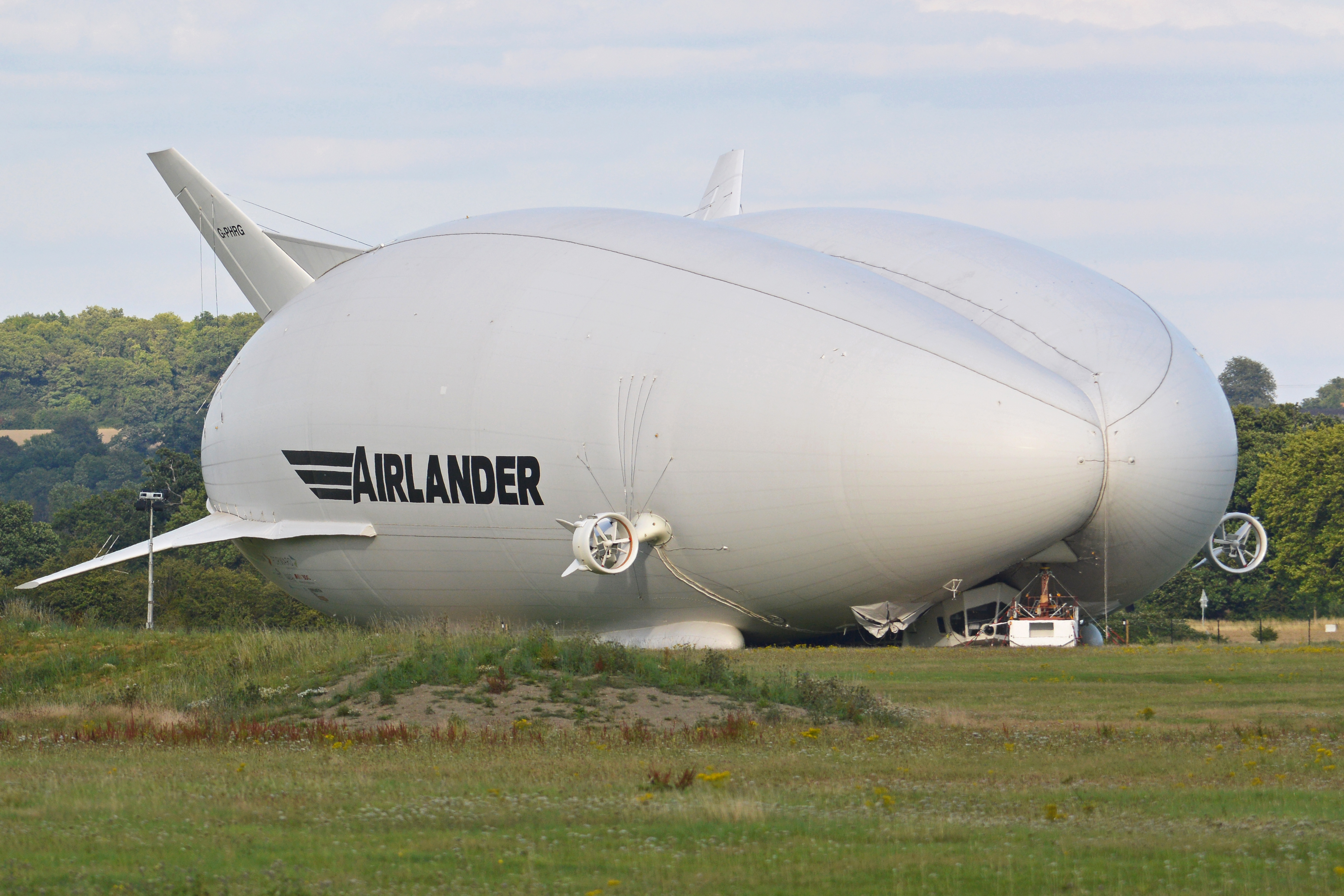
L'Airlander 10 vu de côté

Un aéronef hybride (ou dirigeable hybride) est un aéronef motorisé qui obtient une partie de son ascendance en tant que dirigeable (plus léger que l'air) et un autre de l'aérodynamique comme aérodyne (plus lourd que l'air). Le terme dirigeable hybride a également été utilisé pour décrire un dirigeable comprenant un mélange de construction rigide, semi-rigide et non rigide.
Il peut s'agir d'un dynastat, dirigeable avec des ailes fixes et/ou un corps de levage nécessitant un vol vers l'avant pour lancer l'ascension, généralement destiné aux vols de longue durée, ou d'un rotastat, dirigeable avec des ailes rotatives généralement destiné aux applications de levage lourd. Les ailes rotatives d'un rotastat peuvent fournir l'ascenseur même en planant ou manœuvrant verticalement, comme un hélicoptère.

## Prototypes

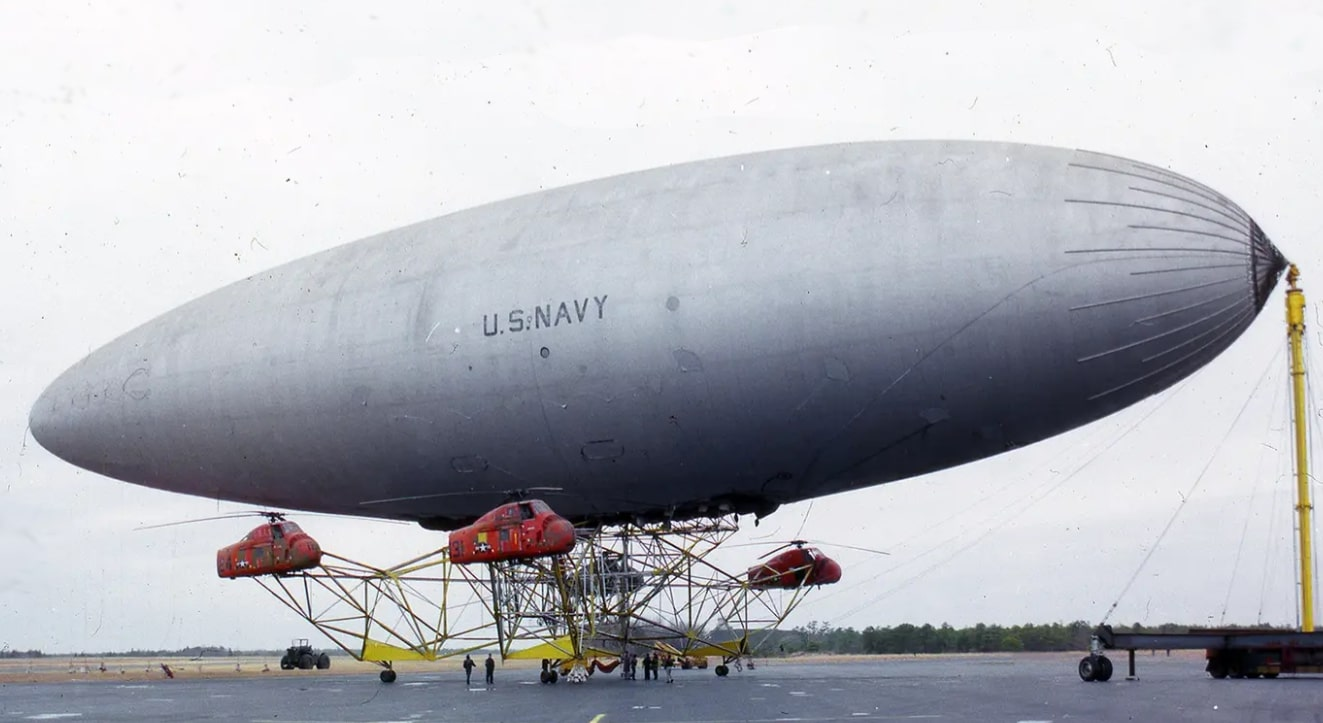
Le PA-97 Helistat.

Aucun modèle de production n'a été construit, mais plusieurs prototypes habités et sans pilote ont volé.
- Le prototype américain Piasecki PA-97 Helistat (en) était propulsé par 4 cellules de Sikorsky H-34. Son premier vol a lieu le 26 avril 1986 et il s'écrasa le premier juillet 1986.
- Le prototype australien Skylifter peut transporter jusqu'à 150 tonnes[1].
- L'Airlander 10 de la société HAV (Hybrid Air Vehicles) subira deux échecs successifs[2].

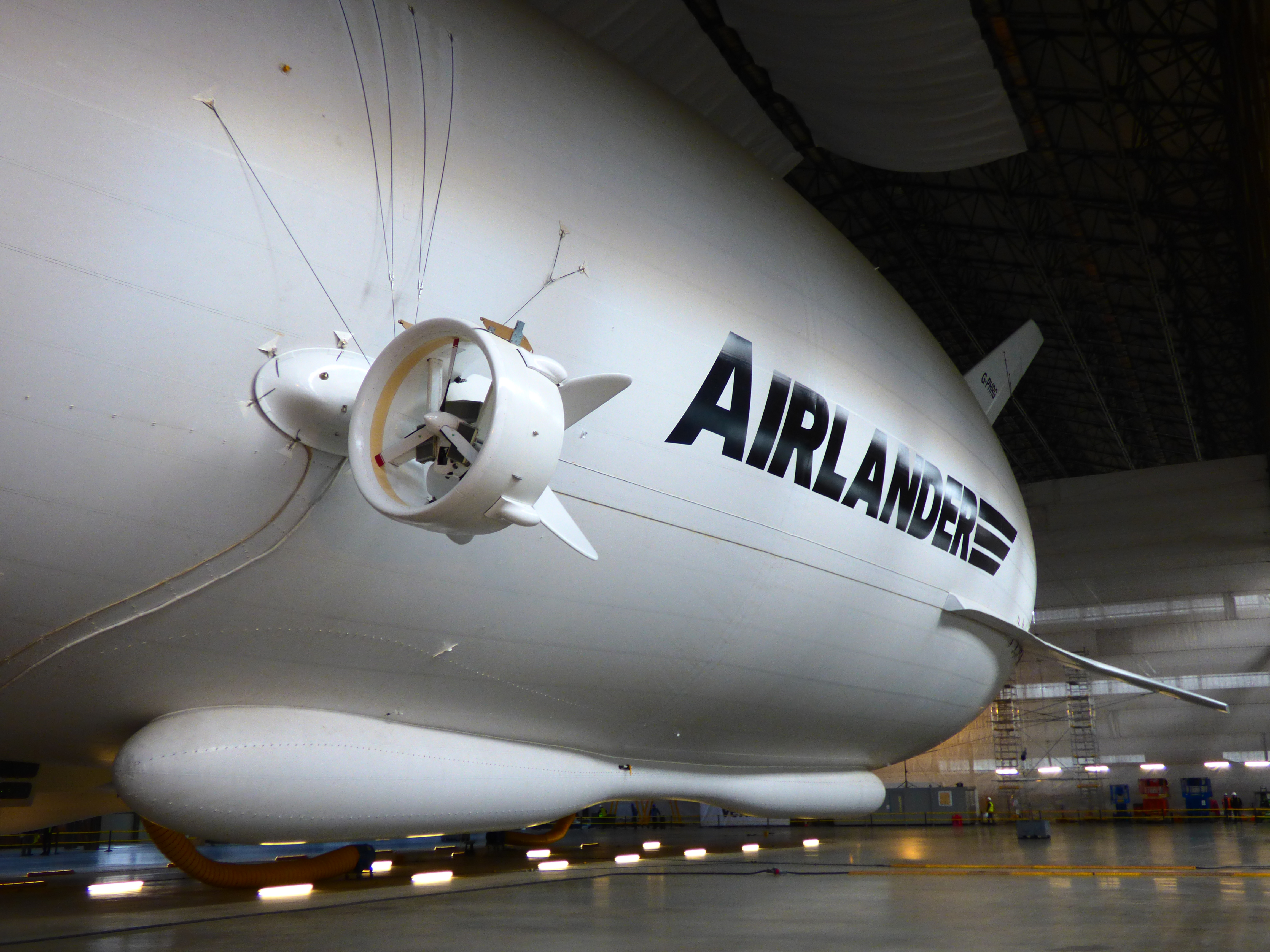
L'Airlander 10 à Cardington le 21 mars 2016.